# Sindaci di Sora (Italia)

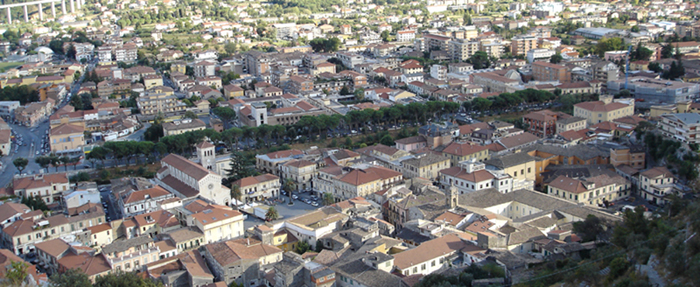
Veduta del centro storico di Sora

Qui di seguito, l'elenco dei sindaci di Sora in ordine cronologico

## Cronotassi dei sindaci

### Regno delle Due Sicilie (1816-1860)
| Periodo   | Primo cittadino      | Partito | Carica | Note |
| --------- | -------------------- | ------- | ------ | ---- |
| 1831      | Carlo Macciocchi     |         |        |      |
| 1832-1836 | Saverio Loffredo     |         |        |      |
| 1840-1841 | Flaviano Bastardi    |         |        |      |
| 1842-1846 | Flaviano Bastardi    |         |        |      |
| 1846-1849 | Francesco Loffredo   |         |        |      |
| 1850-1852 | Saverio Marsella     |         |        |      |
| 1852-1860 | Evangelista Tronconi |         |        |      |

### Regno d'Italia (1861-1924)
| Periodo            | Primo cittadino                 | Partito | Carica                    | Note |
| ------------------ | ------------------------------- | ------- | ------------------------- | ---- |
| 1861-1864          | Giacomo Tronconi                |         | Sindaco                   |      |
| 1865-1866          | Antonio Barbera                 |         | Regio Delegato            |      |
| 1866-1867          | Andrea Tuzi                     |         | Sindaco                   |      |
| 1868-1869          | Enrico Mobilj                   |         | Sindaco                   |      |
| 1869-1872          | Filippo Lanna                   |         | Sindaco                   |      |
| 1872-1874          | Nicola Mancinelli               |         | Sindaco                   |      |
| 1875-1879          | Pietro Bastardi e Filippo Renzi |         | Sindaco                   |      |
| 1880-1883          | Francesco Canofari              |         | Sindaco                   |      |
| 1884-1889          | Nicola Mancinelli               |         | Sindaco                   |      |
| 1890-1895          | Ferdinando Savona               |         | Sindaco                   |      |
| 1905-1906          | Domenico Conocchia              |         | Sindaco                   |      |
| 1906-1907          | Carlo Bruni                     |         | Sindaco                   |      |
| 1908-1912          | Nicola Mancinelli               |         | Sindaco                   |      |
| 1913-1914          | Tito Ingarrica                  |         | Regio Commissario         |      |
| 1914               | Achille Lauri                   |         | Sub Commissario           |      |
| 1915               | Achille Lauri                   |         | Sindaco                   |      |
| febbraio 1915-1919 | Dante Servi                     |         | Commissario Straordinario |      |
| 1920-1923          | Rocco Annibale Vitti            | PSI     | Sindaco                   |      |
| aprile 1923        | Felice Orofino                  |         | Commissario Straordinario |      |
| 1924               | Giulio Isotti                   |         | Commissario Prefettizio   |      |
| maggio 1924        | Enrico Grimaldi                 |         | Commissario Prefettizio   |      |

### Periodo fascista (1925-1943)
| Periodo             | Primo cittadino       | Partito | Carica                  | Note |
| ------------------- | --------------------- | ------- | ----------------------- | ---- |
| 1925-1926           | Annibale Petricca     |         | Podestà                 |      |
| 1928                | Pietro Chiarotti      |         | Commissario Prefettizio |      |
| 1928-1929           | Cesare Armellini      |         | Commissario Prefettizio |      |
| agosto 1929-1934    | Paolo Zeri            |         | Podestà                 |      |
| settembre 1934-1941 | Vincenzo Annonj       |         | Podestà                 |      |
| marzo 1941          | Angelo Caredda        |         | Commissario Prefettizio |      |
| luglio 1941         | Gino Romano           |         | Commissario Prefettizio |      |
| dicembre 1941       | Albergo Fico          |         | Commissario Prefettizio |      |
| giugno 1942-1943    | Camillo Marsella      |         | Podestà                 |      |
| maggio 1943         | Raffaele Scognamiglio |         | Commissario Prefettizio |      |

### Regno d'Italia post-fascista (1943-1945)
| Periodo        | Primo cittadino  | Partito | Carica                  | Note |
| -------------- | ---------------- | ------- | ----------------------- | ---- |
| ottobre 1943   | Camillo Marsella |         | Commissario Prefettizio |      |
| febbraio 1944  | Arturo Venezia   |         | Commissario Prefettizio |      |
| giugno 1944    | Giuseppe Ferri   |         | Sindaco                 |      |
| luglio 1944    | Carlo Mancille   |         | Commissario Prefettizio |      |
| settembre 1944 | Enrico Cangiano  |         | Commissario Prefettizio |      |
| dicembre 1944  | Alberto Inglese  |         | Commissario Prefettizio |      |

## Repubblica Italiana (dal 1946)
| Sindaci eletti dal Consiglio comunale (1946-1993)    | Sindaci eletti dal Consiglio comunale (1946-1993) | Sindaci eletti dal Consiglio comunale (1946-1993) | Sindaci eletti dal Consiglio comunale (1946-1993) | Sindaci eletti dal Consiglio comunale (1946-1993) | Sindaci eletti dal Consiglio comunale (1946-1993) | Sindaci eletti dal Consiglio comunale (1946-1993) | Sindaci eletti dal Consiglio comunale (1946-1993) |
| Primo cittadino                                      | Partito                                           | Partito                                           | Partito                                           | Partito                                           | Periodo                                           | Periodo                                           | Elezione                                          |
| Primo cittadino                                      | Partito                                           | Partito                                           | Partito                                           | Partito                                           | Inizio                                            | Fine                                              | Elezione                                          |
| ---------------------------------------------------- | ------------------------------------------------- | ------------------------------------------------- | ------------------------------------------------- | ------------------------------------------------- | ------------------------------------------------- | ------------------------------------------------- | ------------------------------------------------- |
| Francesco Savona                                     |                                                   | ...                                               | ...                                               | ...                                               | 7 aprile 1946                                     | 20 marzo 1952                                     | Elezione 1946                                     |
| Bernardino Basile (Commissario prefettizio)          | —                                                 | —                                                 | —                                                 | —                                                 | 21 marzo 1952                                     | maggio 1952                                       | —                                                 |
| Enrico Sciameca (Commissario prefettizio)            | —                                                 | —                                                 | —                                                 | —                                                 | maggio 1952                                       | giugno 1952                                       | —                                                 |
| Annibale Petricca                                    |                                                   | Democrazia Cristiana                              | Democrazia Cristiana                              | Democrazia Cristiana                              | giugno 1952                                       | agosto 1956                                       | Elezione 1952                                     |
| Mario Gulia                                          |                                                   | Democrazia Cristiana                              | Democrazia Cristiana                              | Democrazia Cristiana                              | agosto 1956                                       | marzo 1957                                        | Elezione 1956                                     |
| Giuseppe Giordano                                    |                                                   | ...                                               | ...                                               | ...                                               | marzo 1957                                        | luglio 1959                                       | Elezione 1956                                     |
| Antonio Lucarelli                                    |                                                   | ...                                               | ...                                               | ...                                               | luglio 1959                                       | agosto 1960                                       | Elezione 1956                                     |
| Pietro Ciavela                                       |                                                   | Democrazia Cristiana                              | Democrazia Cristiana                              | Democrazia Cristiana                              | agosto 1960                                       | febbraio 1961                                     | Elezione 1960                                     |
| Pier Carlo Restagno                                  |                                                   | Democrazia Cristiana                              | Democrazia Cristiana                              | Democrazia Cristiana                              | febbraio 1961                                     | marzo 1961                                        | Elezione 1960                                     |
| Aldo Vicini                                          |                                                   | Democrazia Cristiana                              | Democrazia Cristiana                              | Democrazia Cristiana                              | marzo 1961                                        | maggio 1963                                       | Elezione 1960                                     |
| Giuseppe Ruggeri                                     |                                                   | Democrazia Cristiana                              | Democrazia Cristiana                              | Democrazia Cristiana                              | maggio 1963                                       | febbraio 1965                                     | Elezione 1960                                     |
| Ignazio Vincenzo Senese                              |                                                   | Democrazia Cristiana                              | Democrazia Cristiana                              | Democrazia Cristiana                              | febbraio 1965                                     | febbraio 1968                                     | Elezione 1964                                     |
| Carlo Bartolomucci                                   |                                                   | Democrazia Cristiana                              | Democrazia Cristiana                              | Democrazia Cristiana                              | febbraio 1968                                     | 1970                                              | Elezione 1964                                     |
| Nicola Tersigni                                      |                                                   | Democrazia Cristiana                              | Democrazia Cristiana                              | Democrazia Cristiana                              | 1970                                              | 1975                                              | Elezione 1970                                     |
| Nicola Tersigni                                      | 1975                                              | Democrazia Cristiana                              | Democrazia Cristiana                              | Democrazia Cristiana                              | 1980                                              | Elezione 1975                                     |                                                   |
| Nicola Tersigni                                      | 1980                                              | Democrazia Cristiana                              | Democrazia Cristiana                              | Democrazia Cristiana                              | ottobre 1982                                      | Elezione 1980                                     |                                                   |
| Luigi Riondino (Commissario straordinario)           | —                                                 | —                                                 | —                                                 | —                                                 | ottobre 1982                                      | ottobre 1983                                      | —                                                 |
| Loreto Corridore                                     |                                                   | Democrazia Cristiana                              | Democrazia Cristiana                              | Democrazia Cristiana                              | ottobre 1983                                      | maggio 1985                                       | Elezione 1983                                     |
| Nicola Tersigni                                      |                                                   | Democrazia Cristiana                              | Democrazia Cristiana                              | Democrazia Cristiana                              | maggio 1985                                       | settembre 1988                                    | Elezione 1983                                     |
| Grazio Annarelli                                     |                                                   | Democrazia Cristiana                              | Democrazia Cristiana                              | Democrazia Cristiana                              | settembre 1988                                    | giugno 1991                                       | Elezione 1988                                     |
| Bruno Paniccia                                       |                                                   | Democrazia Cristiana                              | Democrazia Cristiana                              | Democrazia Cristiana                              | giugno 1991                                       | settembre 1992                                    | Elezione 1988                                     |
| Enzo Di Stefano                                      |                                                   | Indipendente                                      | Indipendente                                      | Indipendente                                      | settembre 1992                                    | 6 febbraio 1993                                   | Elezione 1988                                     |
| Sindaci eletti direttamente dai cittadini (dal 1993) |                                                   |                                                   |                                                   |                                                   |                                                   |                                                   |                                                   |
| Nominativo                                           | Partito                                           | Partito                                           | Coalizione                                        | Coalizione                                        | Mandato                                           | Mandato                                           | Elezione                                          |
| Nominativo                                           | Partito                                           | Partito                                           | Coalizione                                        | Coalizione                                        | Inizio                                            | Fine                                              | Elezione                                          |
| Antonio Corona (Commissario prefettizio)             | —                                                 | —                                                 | —                                                 | —                                                 | 7 febbraio 1993                                   | 19 giugno 1993                                    | —                                                 |
| Enzo Di Stefano                                      |                                                   | Alleanza Democratica                              |                                                   | AD                                                | 20 giugno 1993                                    | 12 giugno 1996                                    | Elezione 1993                                     |
| Eligio Cammarota (Commissario prefettizio)           | —                                                 | —                                                 | —                                                 | —                                                 | 13 giugno 1996                                    | 26 aprile 1997                                    | —                                                 |
| Enzo Di Stefano                                      |                                                   | Centro Cristiano Democratico                      |                                                   | AD-CCD-L. civiche                                 | 27 aprile 1997                                    | 10 agosto 2000                                    | Elezione 1997                                     |
| Monaco Raffaele (Vicesindaco facente funzioni)       |                                                   | Centro Cristiano Democratico                      |                                                   | AD-CCD-L. civiche                                 | 11 agosto 2000                                    | 13 marzo 2001                                     | Elezione 1997                                     |
| Francesco Cappelli (Commissario prefettizio)         | —                                                 | —                                                 | —                                                 | —                                                 | 14 marzo 2001                                     | 26 maggio 2001                                    | —                                                 |
| Francesco Ganino                                     |                                                   | Democrazia Europea                                |                                                   | DE-L. civiche                                     | 27 maggio 2001                                    | 11 giugno 2006                                    | Elezione 2001                                     |
| Cesidio Casinelli                                    |                                                   | La Margherita (2006-2007)                         |                                                   | DL-DS-RnP-PRC-FdV-L. civiche                      | 12 giugno 2006                                    | 29 maggio 2011                                    | Elezione 2006                                     |
| Cesidio Casinelli                                    | Partito Democratico (2007-2011)                   |                                                   |                                                   | DL-DS-RnP-PRC-FdV-L. civiche                      | 12 giugno 2006                                    | 29 maggio 2011                                    | Elezione 2006                                     |
| Ernesto Tersigni                                     |                                                   | Il Popolo della Libertà (2011-2013)               |                                                   | PdL-L. civiche                                    | 30 maggio 2011                                    | 19 giugno 2016                                    | Elezione 2011                                     |
| Ernesto Tersigni                                     | Nuovo Centrodestra (2013-2016)                    |                                                   |                                                   | PdL-L. civiche                                    | 30 maggio 2011                                    | 19 giugno 2016                                    | Elezione 2011                                     |
| Roberto De Donatis                                   |                                                   | Indipendente                                      |                                                   | Liste civiche                                     | 20 giugno 2016                                    | 17 ottobre 2021                                   | Elezione 2016                                     |
| Luca Di Stefano                                      |                                                   | Indipendente                                      |                                                   | PD-L. civiche                                     | 18 ottobre 2021                                   | in carica                                         | Elezione 2021                                     |